# Драна (річка)
Драна (рос. Б. Драная) — річка в Україні у Снігурівському й Білозерському районах Миколаївської й Херсонської областей. Ліва притока річки Веревчини (басейн Дніпра).

## Опис
Довжина річки приблизно 11,88 км, найкоротша відстань між витоком і гирлом — 10,74  км, коефіцієнт звивистості річки — 1,11 . Формується декількома безіменними струмками та загатами.

## Розташування
Бере початок на північно-східній околиці селища Світла Дача. Тече переважно на південний захід і на південно-східній околиці села Загорянівка впадає у річку Веревчину, праву притоку річки Кошової.

## Цікаві факти
- На південно-східній стороні від витоку річки на відстані приблизно 6,85 км пролягає автошлях Т 1505[3] (автомобільний шлях територіального значення в Херсонській та Миколаївській областях. Проходить територією Білозерського та Снігурівського районів).
- У XIX столітті на балці існувало багато вітряних млинів[1].